# Ulla Salzgeber
Ulla Salzgeber, född den 5 augusti 1958 i Oberhausen i Västtyskland, är en tysk ryttare.
Hon tog OS-guld i lagtävlingen i dressyr i samband med de olympiska ridsporttävlingarna 2004 i Aten.